# کارل موندت
کارل موندت (به انگلیسی: Karl Mundt) سناتور سابق عضو حزب جمهوری‌خواه ایالات متحده آمریکا بود. وی در سال ۱۹۴۸ تا ۱۹۷۳ میلادی سناتور ایالت داکوتای جنوبی در سنای ایالات متحده آمریکا بود.